# Festival de Cannes 2025
Le Festival de Cannes 2025, 78e édition de la manifestation, se déroule du 13 au 24 mai 2025 au Palais des festivals, à Cannes. La présidente du jury est l'actrice Juliette Binoche.

## Faits marquants

### Au cours de la préparation
Le 4 février 2025, il est annoncé que l'actrice française Juliette Binoche présidera le jury officiel de la compétition, succédant à Greta Gerwig. Elle fut lauréate du prix d'interprétation féminine pour son rôle dans Copie conforme d'Abbas Kiarostami au Festival de Cannes 2010, mais également présidente du jury à la Berlinale 2019.
Le 18 mars 2025, l'affiche de la Quinzaine des cinéastes est dévoilée. Il s'agit d'une peinture réalisée par le cinéaste, acteur et artiste américain Harmony Korine.
Le 19 mars 2025, il est annoncé que la date de la conférence de presse annonçant la sélection officielle sera prévue pour le jeudi 10 avril 2025.
Le 26 mars, le festival annonce que le maître de cérémonie sera à nouveau Laurent Lafitte, qui avait déjà occupé la fonction lors du Festival de Cannes 2016.
Le 1er avril 2025, il est annoncé que le réalisateur américain Todd Haynes recevra le Carrosse d'or lors de la Quinzaine des cinéastes. Plus tôt dans l'année il a présidé le jury de la 75e Berlinale. 
Le 7 avril 2025, il est annoncé que l'acteur américain Robert De Niro, président du jury en 2011, recevra une Palme d'honneur pour l'ensemble de sa carrière. Le même jour, il est annoncé que le réalisateur français Christophe Honoré présidera le jury de la Queer Palm .
Le 8 avril 2025, un premier film rejoint la sélection officielle. Il s'agit du film Mission: Impossible - The Final Reckoning de Christopher McQuarrie, présenté hors compétition .
Le 9 avril 2025, la veille de l'annonce de la sélection officielle, il est annoncé que le réalisateur espagnol Rodrigo Sorogoyen présidera le jury de la Semaine de la critique, après avoir dû se désister au dernier moment l'année précédente.
La veille de la révélation de la sélection officielle, une commission d'enquête parlementaire relative « aux violences commises dans les secteurs du cinéma, de l'audiovisuel, du spectacle vivant, de la mode et de la publicité » révèle son rapport et ses 86 recommandations. Sur le plateau de l'émission Quotidien, la député Sandrine Rousseau enjoint au festival de Cannes de se saisir de ce rapport. Lors de la conférence de presse 10 avril 2025, Iris Knobloch et Thierry Frémaux y font référence.
Le 14 avril 2025, la sélection de la Semaine de la critique est dévoilée.
Le 15 avril 2025, la sélection de la Quinzaine des cinéastes est dévoilée.
Un jour après l'annonce de la sélection officielle de l'ACID, la photojournaliste palestinienne Fatima Hassouna, l'actrice principale du film documentaire Put Your Soul on Your Hand and Walk de Sepideh Farsi, a été tuée avec dix membres de sa famille lors d'une frappe aérienne israélienne sur leur maison dans la ville de Gaza le 16 avril 2025,. Le festival a publié le 23 avril une déclaration officielle exprimant ses condoléances et critiquant la guerre qui se poursuit à Gaza.
Le 18 avril 2025, il est annoncé que la cinéaste italienne Alice Rohrwacher, membre du jury en 2019 sous la présidence d'Alejandro González Iñárritu, présidera le jury de la Caméra d'or.
Le 21 avril 2025, c'est la double affiche de la 78e édition du Festival qui est dévoilée. Il s'agit du double portrait d'Anouk Aimée et de Jean-Louis Trintignant enlacés, virevoltant sur la plage de Dauville, image tirée du film Un homme et une femme de Claude Lelouch qui avait remporté la Palme d'or en 1966.
Le 22 avril 2025, il est annoncé que l’actrice française Julie Gayet présidera le jury de L'Œil d'or.

### Lors de la cérémonie d'ouverture
Le 12 mai 2025, une tribune de 300 personnalités du monde du cinéma intitulée « À Cannes, l’horreur de Gaza ne doit pas être silenciée » rend hommage à Fatima Hassouna, photojournaliste palestinienne tuée par l'armée israélienne et dénonce le silence face au génocide à Gaza,,. Sa mémoire est saluée par Juliette Binoche lors de la cérémonie d'ouverture du Festival.
Lors de la cérémonie d'ouverture le 13 mai 2025, la chanteuse et actrice Mylène Farmer interprète sur scène une nouvelle chanson intitulée Confession, rendant ainsi hommage à son ami David Lynch décédé le 16 janvier 2025. Laurent Lafitte, le maître de cérémonie rend hommage à Émilie Dequenne, décédée le 16 mars 2025 et qui avait obtenu le prix d'interprétation féminine pour Rosetta en 1999, en lui dédiant la cérémonie.

### Pendant le festival
Le 24 mai 2025, jour de clôture du festival, la ville de Cannes subit une panne de courant pendant plusieurs heures à cause du sabotage d’installations électriques par deux bandes d'anarchistes souhaitant perturber le festival et d’autres infrastructures.

## Jurys

### Longs métrages
| Nom | Nom                                   | Qualité                               | Lieu                             |
| --- | ------------------------------------- | ------------------------------------- | -------------------------------- |
|     | Juliette Binoche (présidente du jury) | Actrice                               | France                           |
|     | Halle Berry                           | Actrice, productrice et mannequin     | États-Unis                       |
|     | Payal Kapadia                         | Réalisatrice                          | Inde                             |
|     | Alba Rohrwacher                       | Actrice                               | Italie                           |
|     | Leïla Slimani                         | Ecrivaine et journaliste              | France Maroc                     |
|     | Dieudonné Hamadi                      | Réalisateur et documentariste         | République démocratique du Congo |
|     | Hong Sang-soo                         | Réalisateur et scénariste             | Corée du Sud                     |
|     | Carlos Reygadas                       | Réalisateur, scénariste et producteur | Mexique                          |
|     | Jeremy Strong                         | Acteur                                | États-Unis                       |

### Caméra d'or
| Nom                                         | Qualité                             | Nationalité |
| ------------------------------------------- | ----------------------------------- | ----------- |
| Alice Rohrwacher (présidente du jury)       | Réalisatrice et scénariste          | Italie      |
| Géraldine Nakache                           | Actrice, réalisatrice et scénariste | France      |
| Pascale Marin (représentante de l'AFC)      | Directrice de la photographie       | France      |
| Tommaso Vergallo (représentant de la FICAM) | Directeur général de Noir Lumière   | France      |
| Rachid Hami (représentant de la SRF)        | Réalisateur et scénariste           | France      |
| Frédéric Mercier (représentant du SFCC)     | Critique de cinéma                  | France      |

### Un certain regard
| Nom                                       | Qualité                                                   | Nationalité   |
| ----------------------------------------- | --------------------------------------------------------- | ------------- |
| Molly Manning Walker (présidente du jury) | Réalisatrice, scénariste et directrice de la photographie | Royaume-Uni   |
| Louise Courvoisier                        | Réalisatrice et scénariste                                | France Suisse |
| Vanja Kaludjercic                         | Directrice du Festival international du film de Rotterdam | Croatie       |
| Roberto Minervini                         | Réalisateur, producteur et scénariste                     | Italie        |
| Nahuel Pérez Biscayart                    | Acteur                                                    | Argentine     |

### Cinéfondation et courts-métrages
| Nom                            | Qualité                    | Nationalité |
| ------------------------------ | -------------------------- | ----------- |
| Maren Ade (présidente du jury) | Réalisatrice et scénariste | Allemagne   |
| Reinaldo Marcus Green          | Réalisateur et scénariste  | États-Unis  |
| Camelia Jordana                | Actrice et chanteuse       | France      |
| José María Prado Garcia        | Producteur et photographe  | Espagne     |
| Nebojša Slijepčević            | Réalisateur                | Croatie     |

### Compétition immersive
| Nom                             | Qualité                               | Nationalité |
| ------------------------------- | ------------------------------------- | ----------- |
| Luc Jacquet (président du jury) | Réalisateur et scénariste             | France      |
| Laurie Anderson                 | Musicienne, réalisatrice et écrivaine | États-Unis  |
| Tania de Montaigne              | Auteure et interprète                 | France      |
| Martha Fiennes                  | Réalisatrice, scénariste et artiste   | Royaume-Uni |
| Tetsuya Mizuguchi               | Créateur de jeu vidéo                 | Japon       |

### Semaine de la critique
| Nom                                   | Qualité                                       | Nationalité   |
| ------------------------------------- | --------------------------------------------- | ------------- |
| Rodrigo Sorogoyen (président du jury) | Réalisateur et scénariste                     | Espagne       |
| Jihane Boughrine                      | Artiste et journaliste                        | Maroc         |
| Josée Deshaies                        | Directrice de la photographie                 | France Canada |
| Yulia Evina Bhara (id)                | Productrice                                   | Indonésie     |
| Daniel Kaluuya                        | Acteur, réalisateur, scénariste et producteur | Royaume-Uni   |

### L'Œil d'or
| Nom                              | Qualité                             | Nationalité                               |
| -------------------------------- | ----------------------------------- | ----------------------------------------- |
| Julie Gayet (présidente du jury) | Actrice et productrice              | France                                    |
| Carmen Castillo                  | Réalisatrice et scénariste          | Chili                                     |
| Julie Favreul Renaud             | Productrice                         | France                                    |
| Frédéric Maire                   | Directeur de la Cinémathèque suisse | Suisse                                    |
| Marc Zinga                       | Acteur                              | Belgique République démocratique du Congo |

### Queer Palm
| Nom                                   | Qualité                    | Nationalité |
| ------------------------------------- | -------------------------- | ----------- |
| Christophe Honoré (président du jury) | Réalisateur et scénariste  | France      |
| Léonie Pernet                         | Compositrice et interprète | France      |
| Marcelo Caetano                       | Réalisateur et scénariste  | Brésil      |
| Faridah Gbadamosi                     | Programmatrice             | États-Unis  |
| Timé Zoppé                            | Journaliste                | France      |

## Sélections

### Sélection officielle

#### Compétition
| Titre                                                    | Réalisation                 | Distribution | Pays                                                 |
| -------------------------------------------------------- | --------------------------- | --- | ---------------------------------------------------- |
| The Phoenician Scheme                                    | Wes Anderson                | Benicio del Toro, Mia Threapleton, Michael Cera, Tom Hanks, Bryan Cranston, Riz Ahmed, Hope Davis, Jeffrey Wright, Mathieu Amalric, Scarlett Johansson, Benedict Cumberbatch, Richard Ayoade | États-Unis Allemagne                                 |
| Eddington                                                | Ari Aster                   | Joaquin Phoenix, Pedro Pascal, Emma Stone, Austin Butler, Luke Grimes, Clifton Collins Jr.                                                                                                   | États-Unis Finlande                                  |
| Résurrection (狂野时代, Kuángyě Shídài)                  | Bi Gan                      | Shu Qi, Jackson Yee, Mark Chao, Yi Zhang, Zijian Dong, Lei Hao | Chine France                                         |
| Jeunes Mères                                             | Jean-Pierre et Luc Dardenne | Elsa Houben, Janaina Halloy Fokan, Lucie Laruelle, Samia Hilmi, India Hair | Belgique                                             |
| Alpha (en compétition pour la Queer Palm)                | Julia Ducournau             | Mélissa Boros, Tahar Rahim, Golshifteh Farahani, Emma Mackey, Finnegan Oldfield | France Belgique                                      |
| Renoir (ルノワール)                                      | Chie Hayakawa               | Yui Suzuki, Lily Franky, Hikari Ishida, Ryôta Bandô, Yumi Kawai, Ayumu Nakajima | Japon France                                         |
| The History of Sound (en compétition pour la Queer Palm) | Oliver Hermanus             | Paul Mescal, Josh O'Connor, Molly Price, Michael D. Xavier, Brian Hutchison, Michael Schantz, Chris Cooper                                                                                   | États-Unis                                           |
| La Petite Dernière (en compétition pour la Queer Palm)   | Hafsia Herzi                | Nadia Melliti, Aloïse Sauvage, Anouar Kardellas, Elise Libri, Luna Ribeiro, Olivia Courbis, Nemo Schiffman                                                                                   | France Allemagne                                     |
| Sirat                                                    | Óliver Laxe                 | Sergi López, Bruno Nunez, Stefania Gadda, Joshua Liam Herderson, Tonin Javier, Jade Ouki | Espagne                                              |
| Nouvelle Vague                                           | Richard Linklater           | Guillaume Marbeck, Zoey Deutch, Aubry Dullin, Bruno Dreyfurst, Benjamin Cléry, Matthieu Penchinat, Pauline Belle, Alix Bénézech                                                              | France                                               |
| Deux Procureurs (Два прокурора, Dva prokourora)          | Sergueï Loznitsa            | Alexandre Kouznetsov, Alexandre Filippenko, Anatoli Bely, Andris Keišs (lv) | France Allemagne Roumanie Lettonie Pays-Bas Lituanie |
| Fuori                                                    | Mario Martone               | Valeria Golino, Matilda De Angelis, Elodie, Stefano Dionisi, Sylvia De Fanti, Antonio Gerardi                                                                                                | Italie France                                        |
| L'Agent secret (O Agente Secreto)                        | Kleber Mendonça Filho       | Wagner Moura, Maria Fernanda Cândido, Gabriel Leone, Udo Kier | Brésil                                               |
| Dossier 137                                              | Dominik Moll                | Léa Drucker, Yoann Blanc, Guslagie Malanda | France                                               |
| Un simple accident (یک تصادف ساده, Yek tasadef sadeh)    | Jafar Panahi                | Vahid Mobasseri, Mariam Afshari, Ebrahim Azizi, Hadis Pakbaten, Majid Panahi, Mohamad Ali Elyasmehr                                                                                          | Iran France Luxembourg                               |
| Die, My Love                                             | Lynne Ramsay                | Jennifer Lawrence, Robert Pattinson, LaKeith Stanfield, Nick Nolte, Sissy Spacek | Royaume-Uni États-Unis                               |
| The Mastermind                                           | Kelly Reichardt             | Josh O'Connor, Alana Haim, John Magaro, Hope Davis, Bill Camp, Gaby Hoffmann | États-Unis                                           |
| Woman and Child (زن و بچه, Zan va bache)                 | Saeed Roustayi              | Parinaz Izadyar, Payman Maadi | Iran                                                 |
| Les Aigles de la République (Eagles of the Republic)     | Tarik Saleh                 | Fares Fares, Cherien Dabis, Lyna Khoudri, Zineb Triki, Suhaib Nashwan, Sherwan Haji | Suède France Danemark Finlande                       |
| In die Sonne schauen                                     | Mascha Schilinski           | Lea Drinda, Luise Heyer, Susanne Wuest, Lena Urzendowsky, Lucas Prisor, Filip Schnack, Luzia Oppermann                                                                                       | Allemagne                                            |
| Romería                                                  | Carla Simón                 | Llúcia Garcia, Mitch, Tristán Ulloa, Celine Tyll, Miryam Gallego, Janet Novás, José Ángel Egido, Sara Casasnovas, Alberto Gracia                                                             | Espagne                                              |
| Valeur sentimentale (Affeksjonsverdi)                    | Joachim Trier               | Renate Reinsve, Stellan Skarsgård, Elle Fanning, Inga Ibsdotter Lilleaas, Cory Michael Smith, Jesper Christensen                                                                             | Norvège France Danemark Allemagne                    |

##### Un Certain Regard
| Titre | Réalisation                          | Pays                                    |
| --- | ------------------------------------ | --------------------------------------- |
| Love Me Tender (en) (en compétition pour la Queer Palm)                                                                                 | Anna Cazenave Cambet                 | France                                  |
| Le Mystérieux Regard du flamant rose (La misteriosa mirada del flamenco) (en compétition pour la Caméra d'or et la Queer Palm)          | Diego Céspedes                       | Chili France Allemagne Espagne Belgique |
| Météors | Hubert Charuel                       | France                                  |
| My Father's Shadow (en) (en compétition pour la Caméra d'or)                                                                            | Akinola Davies Jr                    | Nigeria Royaume-Uni                     |
| L'Inconnu de la Grande Arche | Stéphane Demoustier                  | France                                  |
| Urchin (En compétition pour la Caméra d'or)                                                                                             | Harris Dickinson                     | Royaume-Uni                             |
| Homebound (en) | Neeraj Ghaywan                       | Inde                                    |
| Lumière pâle sur les collines (遠い山なみの光, Tōi yama-nami no hikari)                                                                 | Kei Ishikawa                         | Japon Royaume-Uni                       |
| Eleanor the Great (En compétition pour la Caméra d'or)                                                                                  | Scarlett Johansson                   | États-Unis                              |
| Karavan (en compétition pour la Caméra d'or)                                                                                            | Zuzana Špidlová                      | Tchéquie Slovaquie Italie               |
| Pillion (en compétition pour la Caméra d'or et la Queer Palm)                                                                           | Harry Lighton                        | Royaume-Uni                             |
| Un poète (Un poeta) | Simón Mesa Soto                      | Colombie                                |
| Aisha ne s'envolera plus (عائشة لم تعد قادرة على الطيران, ʿĀʾisha lam taod qādira ʿalā al-ṭayarān) (En compétition pour la Caméra d'or) | Morad Mostafa                        | Égypte                                  |
| Once Upon a Time in Gaza | Arab et Tarzan Nasser                | Palestine                               |
| Le Rire et le Couteau (O riso e a faca) (en compétition pour la Queer Palm)                                                             | Pedro Pinho                          | Portugal                                |
| The Plague (En compétition pour la Caméra d'or)                                                                                         | Charlie Polinger                     | États-Unis                              |
| Promis le ciel | Erige Sehiri                         | Tunisie                                 |
| Un dernier pour la route (La città di pianura)                                                                                          | Francesco Sossai                     | Italie                                  |
| The Chronology of Water (En compétition pour la Caméra d'or)                                                                            | Kristen Stewart                      | France Royaume-Uni États-Unis           |
| Pile ou Face (Testa o croce) | Matteo Zoppis, Alessio Rigo de Righi | Italie États-Unis                       |

#### Hors compétition
| Titre                                                                  | Réalisation           | Pays       |
| ---------------------------------------------------------------------- | --------------------- | ---------- |
| Partir un jour (film d'ouverture) (En compétition pour la Caméra d'or) | Amélie Bonnin         | France     |
| 13 jours, 13 nuits                                                     | Martin Bourboulon     | France     |
| La Venue de l'avenir                                                   | Cédric Klapisch       | France     |
| La Femme la plus riche du monde (en compétition pour la Queer Palm)    | Thierry Klifa         | France     |
| Highest 2 Lowest                                                       | Spike Lee             | États-Unis |
| Mission: Impossible - The Final Reckoning                              | Christopher McQuarrie | États-Unis |
| Vie privée                                                             | Rebecca Zlotowski     | France     |

#### Séances de minuit
| Titre                       | Réalisation          | Pays            |
| --------------------------- | -------------------- | --------------- |
| Le Roi Soleil               | Vincent Maël Cardona | France          |
| Honey Don't!                | Ethan Coen           | États-Unis      |
| Dalloway                    | Yann Gozlan          | France Belgique |
| Exit 8 (8番出口)            | Genki Kawamura       | Japon           |
| Fung lam fo saan (風林火山) | Juno Mak             | Hong Kong       |

#### Cannes Première
| Titre                                                                | Réalisation                | Pays                             |
| -------------------------------------------------------------------- | -------------------------- | -------------------------------- |
| Une enfance allemande : Île d'Amrum, 1945 (Amrum)                    | Fatih Akin                 | Allemagne                        |
| Ma frère                                                             | Lise Akoka & Romane Guéret | France                           |
| Libre échange (Splitsville)                                          | Michael Angelo Covino      | États-Unis                       |
| Magellan (Magalhães)                                                 | Lav Diaz                   | Philippines, Portugal, Espagne   |
| Love on Trial (恋愛裁判)                                             | Kōji Fukada                | Japon                            |
| La Vague (La ola) (en compétition pour la Queer Palm)                | Sebastián Lelio            | Chili                            |
| Connemara                                                            | Alex Lutz                  | France                           |
| Ástin sem eftir er                                                   | Hlynur Pálmason            | Islande, Danemark, Suède, France |
| Orwell : 2 + 2 = 5                                                   | Raoul Peck                 | France, États-Unis               |
| La Disparition de Josef Mengele (Das Verschwinden des Josef Mengele) | Kirill Serebrennikov       | France, Allemagne                |

#### Cinéfondation
| Titre                                       | Réalisation               | École                                      | Pays         |
| ------------------------------------------- | ------------------------- | ------------------------------------------ | ------------ |
| O Pássaro de Dentro                         | Laura Anahory             | UCP - Escola das Artes                     | Portugal     |
| Per Bruixa i Merzinera                      | Marc Camardons            | ESCAC                                      | Espagne      |
| Tres                                        | Juan Ignacio Ceballos     | Universidad del Cine                       | Argentine    |
| Matalapaine                                 | Helmi Donner              | Université Aalto                           | Finlande     |
| Bimo                                        | Oumnia Hanader            | CinéFabrique                               | France       |
| Talk Me                                     | Joecar Hanna              | Université de New York                     | États-Unis   |
| First Summer                                | Heo Gayoung               | KAFA                                       | Corée du Sud |
| Maske i Marts                               | Mikkel Bjørn Kehlert      | Super16                                    | Danemark     |
| Winter in March                             | Natalia Mirzoyan          | Académie estonienne des arts               | Estonie      |
| My Grandmother is a Skydiver                | Polina Piddubna           | École de cinéma de Babelsberg Konrad-Wolf  | Allemagne    |
| 12 Moments Before the Flag-Raising Ceremony | Qu Zhizheng               | Académie de cinéma de Pékin                | Chine        |
| Ether                                       | Vida Skerk                | National Film and Television School        | Royaume-Uni  |
| Fursecuri si Lapte                          | Andrei Tache-Codreanu     | Université Ion Luca Caragiale              | Roumanie     |
| Ginger Boy                                  | Miki Tanaka               | ENBU Seminar                               | Japon        |
| A Doll Made Up of Clay                      | Kokob Gebrehaweria Tesfay | Satyajit Ray Film and Television Institute | Inde         |
| Le Continent somnambule                     | Jules Vésigot-Wahl        | La Fémis                                   | France       |

#### Courts-métrages
| Titre                                                      | Réalisation                           | Pays                     |
| ---------------------------------------------------------- | ------------------------------------- | ------------------------ |
| Disputes en faveur de l'amour (Arguments in Favor of Love) | Gabriel Abrantes                      | Portugal, France         |
| Ali                                                        | Adnan Al Rajeev                       | Bangladesh               |
| I'm Glad You're Dead Now                                   | Tawfeek Barhom                        | Palestine, France, Grèce |
| Agapito                                                    | Arvin Belarmino & Kyla Danelle Romero | Philippines              |
| Fille de l'eau                                             | Sandra Desmazières                    | France                   |
| Hypersensible                                              | Martine Frossard                      | Canada                   |
| Dammen                                                     | Grégoire Graesslin                    | France                   |
| The Spectacle                                              | Bálint Kenyeres                       | Hongrie                  |
| Filles (Nvhai)                                             | Zhaoguang Luo & Shuhan Liao           | Chine                    |
| A Solidão dos Lagartos                                     | Inês Nunes                            | Portugal                 |
| Vautours (Aasvoëls)                                        | Dian Weys                             | Afrique du Sud           |

#### Séances spéciales
| Titre                                                                    | Réalisation                     | Pays                       |
| ------------------------------------------------------------------------ | ------------------------------- | -------------------------- |
| Arco (En compétition pour la Caméra d'or)                                | Ugo Bienvenu                    | France                     |
| Dites-lui que je l'aime                                                  | Romane Bohringer                | France                     |
| Marcel et Monsieur Pagnol                                                | Sylvain Chomet                  | France Belgique Luxembourg |
| Bono: Stories of Surrender                                               | Andrew Dominik                  | Australie États-Unis       |
| Qui brille au combat (En compétition pour la Caméra d'or)                | Joséphine Japy                  | France                     |
| The Six Billion Dollar Man                                               | Eugene Jarecki                  | États-Unis                 |
| L'Homme qui a vu l'ours qui a vu l'homme (en hommage à Pierre Richard)   | Pierre Richard                  | France                     |
| Mama (En compétition pour la Caméra d'or)                                | Or Sinai                        | Israël                     |
| Amélie et la métaphysique des tubes (En compétition pour la Caméra d'or) | Maïlys Vallade et Liane-Cho Han | France                     |

#### Cannes Classics

##### Fictions
| Titre | Réalisation                 | Pays \|                           |
| --- | --------------------------- | --------------------------------- |
| La Ruée vers l'or (The Gold Rush) (film d'ouverture)                                                                  | Charlie Chaplin             | États-Unis                        |
| Au-delà de l'oubli (Más allá del olvido)                                                                              | Hugo del Carril             | Argentine                         |
| La paga | Ciro Durán                  | Colombie                          |
| Vol au-dessus d'un nid de coucou (One Flew Over the Cuckoo’s Nest)                                                    | Miloš Forman                | États-Unis                        |
| Magirama (suite de courts-métrages en triple écran : Auprès de ma blonde, Fête foraine, Châteaux de nuages, J'accuse) | Abel Gance et Nelly Kaplan  | France                            |
| Monsieur Saïd (سعيد أفندي, Saïd Effendi)                                                                              | Kameran Hosni               | Irak                              |
| Amours chiennes (Amores perros)                                                                                       | Alejandro González Iñárritu | Mexique                           |
| Chronique des années de braise (وقائع سنين الجمر, Waqâ'i' sinîn al-jamr)                                              | Mohammed Lakhdar-Hamina     | Algérie                           |
| Nuages flottants (浮雲, ukigumo)                                                                                      | Mikio Naruse                | Japon                             |
| Merlusse | Marcel Pagnol               | France                            |
| Les Filles (ගැහැනු ළමයි, gæhænu ḷamayi)                                                                                   | Sumitra Peries              | Sri Lanka                         |
| Des jours et des nuits dans la forêt (অরণ্যের দিনরাত্রি, Aranyer Din Ratri)                                                 | Satyajit Ray                | Inde                              |
| La Course en tête | Joël Santoni                | France                            |
| Dogma | Kevin Smith                 | États-Unis                        |
| Sunshine (A napfény íze)                                                                                              | István Szabó                | Allemagne Autriche Hongrie Canada |
| L'Arche (董夫人, Dǒng fūrén)                                                                                          | Tang Shu-shuen              | Hong Kong                         |
| Étoiles (Sterne) | Konrad Wolf                 | Allemagne de l'Est Bulgarie       |
| À toute épreuve (辣手神探, Lashou shentan)                                                                            | John Woo                    | Hong Kong                         |
| Yi Yi ( 一 一, Yī yī)                                                                                                 | Edward Yang                 | Taïwan Japon                      |
| Barry Lyndon (film de clôture)                                                                                        | Stanley Kubrick             | Royaume-Uni États-Unis            |

##### Documentaires
| Titre                                                                                        | Réalisation                    | Pays       |
| -------------------------------------------------------------------------------------------- | ------------------------------ | ---------- |
| Being Bo Widerberg                                                                           | Jon Asp et Mattias Nohrborg    | Suède      |
| Dis pas de bêtises ! (documentaire sur le directeur de la photographie Pierre-William Glenn) | Vincent Glenn                  | France     |
| David Lynch, une énigme à Hollywood                                                          | Stéphane Guez                  | France     |
| My Mom Jayne (en) (documentaire sur l'actrice Jayne Mansfield)                               | Mariska Hargitay               | États-Unis |
| À Vigo je vais (Para Vigo me voy) (documentaire sur le cinéaste brésilien Carlos Diegues)    | Lírio Ferreira et Karen Harley | Brésil     |

##### Hommage au réalisateur américainGeorge ShermanparQuentin Tarantino
| Titre                                                | Réalisation    | Pays       |
| ---------------------------------------------------- | -------------- | ---------- |
| Le Mustang noir (Red Canyon)                         | George Sherman | États-Unis |
| Sur le territoire des Comanches (Comanche Territory) | George Sherman | États-Unis |

##### Hommage au couple légendaireYves MontandetSimone SignoretparDiane Kurys
| Titre            | Réalisation | Pays   |
| ---------------- | ----------- | ------ |
| Moi qui t'aimais | Diane Kurys | France |

##### Des acteurs au travail:Shia LaBeoufetRaphaël Quenard
| Titre       | Réalisation                   | Pays       |
| ----------- | ----------------------------- | ---------- |
| I Love Peru | Hugo David et Raphaël Quenard | France     |
| Slauson Rec | Leo Lewis O’Neil              | États-Unis |

#### Cinéma de la Plage
Le tour du monde au programme du cinéma de la Plage 2025 se conclut autour de la piscine du Casino du Palm Beach à Cannes.
| Titre | Réalisation        | Pays                 | Année | Durée        | Date            |
| --- | ------------------ | -------------------- | ----- | ------------ | --------------- |
| Une vie cachée (A Hidden Life)                                                                              | Terrence Malick    | Allemagne États-Unis | 2019  | 2h54         | mardi 13 mai    |
| À toute épreuve (辣手神探, Lashou shentan)                                                                  | John Woo           | Hong Kong            | 1992  | 2h08         | mercredi 14 mai |
| Les Mauvais Coups                                                                                           | François Leterrier | France               | 1961  | 1h38         | jeudi 16 mai    |
| Duel au soleil (Duel in the Sun)                                                                            | King Vidor         | États-Unis           | 1946  | 2h25         | vendredi 16 mai |
| Boulevard du crépuscule (Sunset Boulevard) (précédé du documentaire La Légende de la Palme d'or...continue) | Billy Wilder       | États-Unis           | 1950  | 1h50 (52min) | samedi 17 mai   |
| Palombella rossa                                                                                            | Nanni Moretti      | Italie               | 1989  | 1h28         | dimanche 18 mai |
| Bardot | Alain Berliner     | France Royaume-Uni   | 2025  | 1h30         | lundi 19 mai    |
| L'Œuf de l'ange (Tenshi no tamago)                                                                          | Mamoru Oshii       | Japon                | 1985  | 1h11         | mardi 20 mai    |
| Darling chérie (Darling)                                                                                    | John Schlesinger   | Royaume-Uni          | 1965  | 2h08         | mercredi 21 mai |
| Ange | Tony Gatlif        | France               | 2025  | 1h37         | jeudi 22 mai    |
| Vol au-dessus d'un nid de coucous (One Flew Over the Cuckoo's Nest)                                         | Miloš Forman       | États-Unis           | 1975  | 2h13         | vendredi 23 mai |
| Mélodie en sous-sol                                                                                         | Henri Verneuil     | France               | 1963  | 1h58         | samedi 24 mai   |

### Quinzaine des cinéastes

#### Longs métrages
| Titre                                                                                                   | Réalisation                                     | Pays                    |
| --- | ----------------------------------------------- | ----------------------- |
| Enzo (film d'ouverture) (en compétition pour la Queer Palm)                                             | Robin Campillo                                  | France                  |
| Amour apocalypse                                                                                        | Anne Émond                                      | Canada                  |
| Brand New Landscape (見はらし世代) (en compétition pour la Caméra d'or)                                 | Yuiga Danzuka                                   | Japon                   |
| Classe moyenne                                                                                          | Antony Cordier                                  | France Belgique         |
| Dangerous Animals                                                                                       | Sean Byrne                                      | Australie               |
| La Danse des renards (en compétition pour la Caméra d'or)                                               | Valéry Carnoy                                   | Belgique France         |
| L'Engloutie (en compétition pour la Caméra d'or)                                                        | Louise Hémon                                    | France                  |
| Les Filles désir (en compétition pour la Caméra d'or)                                                   | Prïncia Car                                     | Belgique                |
| Girl on Edge (花漾少女杀人事件, Hua yang shao nv sha ren shi jian) (en compétition pour la Caméra d'or) | Jinghao Zhou                                    | Chine                   |
| Indomptables                                                                                            | Thomas Ngijol                                   | Cameroun France         |
| Kokuho                                                                                                  | Lee Sang-il                                     | Japon                   |
| Lucky Lu (en) (en compétition pour la Caméra d'or)                                                      | Lloyd Lee Choi                                  | États-Unis              |
| Militantropos (en compétition pour la Caméra d'or)                                                      | Yelizaveta Smith, Alina Gorlova, Simon Mozgovyi | Ukraine France Autriche |
| Miroirs no 3                                                                                            | Christian Petzold                               | Allemagne               |
| La mort n'existe pas                                                                                    | Félix Dufour-Laperrière                         | Canada                  |
| The President's Cake (مملكة القصب, Mamlaket al-Qasab) (en compétition pour la Caméra d'or)              | Hasan Hadi                                      | Irak Qatar              |
| Que ma volonté soit faite (Bądź wola moja) (en compétition pour la Queer Palm)                          | Julia Kowalski                                  | France Pologne          |
| Oui (כן!, Ken)                                                                                          | Nadav Lapid                                     | Israël                  |
| Sorry, Baby (film de clôture) (en compétition pour la Caméra d'or et la Queer Palm)                     | Eva Victor                                      | États-Unis              |

#### Séances spéciales
La Quinzaine accorde à son invité spécial Alain Chabat une séance « carte blanche » avec un film surprise projeté, son choix s'est porté sur Les Filous de Barry Levinson.

#### Courts métrages
| Titre                  | Réalisation          | Pays             |
| ---------------------- | -------------------- | ---------------- |
| 10+                    | Gala Hernández López | Espagne France   |
| Before the Sea Forgets | Ngọc Duy Lê          | Vietnam          |
| The Body               | Louris van de Geer   | Australie        |
| Le pain se lève        | Alex Boya            | Canada           |
| Cœur bleu              | Samuel Suffren       | Haïti            |
| Karmash (کرمش)         | Aleem Bukhari        | Pakistan         |
| Loynes                 | Dorian Jespers       | Belgique         |
| La Mort du poisson     | Eva Lusbaronian      | France           |
| Nervous Energy         | Eve Liu              | États-Unis       |
| When the Geese Flew    | Arthur Gay           | Nouvelle-Zélande |

### Semaine de la critique

#### Compétition

##### Longs métrages
| Titre                                                                                 | Réalisation                | Pays                      |
| ------------------------------------------------------------------------------------- | -------------------------- | ------------------------- |
| Ciudad sin sueño (En compétition pour la Caméra d'or)                                 | Guillermo Galoe            | Espagne                   |
| Imago                                                                                 | Déni Oumar Pitsaev         | France Belgique           |
| Kika                                                                                  | Alexe Poukine              | Belgique                  |
| Left-Handed Girl (en) (左撇子女孩)                                                    | Shih-ching Tsou            | Taïwan France Royaume-Uni |
| Nino (En compétition pour la Caméra d'or)                                             | Pauline Loquès             | France                    |
| Fantôme utile (Pee Chai Dai Ka) (En compétition pour la Caméra d’or et la Queer Palm) | Ratchapoom Boonbunchachoke | Thaïlande France          |
| Reedland (Rietland) (En compétition pour la Caméra d'or)                              | Sven Bresser               | Pays-Bas Belgique         |

##### Courts métrages
| Titre                                   | Réalisation         | Pays         |
| --------------------------------------- | ------------------- | ------------ |
| Alișveriș                               | Vasile Todinca      | Roumanie     |
| Glasses (An-Gyeong)                     | Yumi Joung          | Corée du Sud |
| Dieu est timide                         | Jocelyn Charles     | France       |
| Donne batterie                          | Carmen Leroi        | France       |
| Erogenesis                              | Xandra Popescu      | Allemagne    |
| Bleat ! (கத்து!)                          | Ananth Subramaniam  | Malaisie     |
| Critical Condition (КРИТИЧНЕ СТАНОВИЩЕ) | Mila Zhluktenko     | Allemagne    |
| L'mina                                  | Randa Maroufi       | Maroc        |
| Samba infinie (Samba infinito)          | Leonardo Martinelli | Brésil       |
| Wonderwall                              | Róisín Burns        | France       |

#### Séances spéciales

##### Longs métrages
| Titre                                                                  | Réalisation   | Pays            |
| ---------------------------------------------------------------------- | ------------- | --------------- |
| L'Intérêt d'Adam                                                       | Laura Wandel  | Belgique France |
| Baise-en-ville                                                         | Martin Jauvat | France          |
| Des preuves d'amour (En compétition pour la Caméra d’or et Queer Palm) | Alice Douard  | France          |
| Planètes (En compétition pour la Caméra d’or)                          | Momoko Seto   | France Belgique |

##### Courts métrages
| Titre                                                                        | Réalisation  | Pays     |
| ---------------------------------------------------------------------------- | ------------ | -------- |
| Eraserhead dans un filet à provisions (Eraserhead in a Knitted Shopping Bag) | Lili Koss    | Bulgarie |
| No Skate !                                                                   | Guil Sela    | France   |
| Une fugue                                                                    | Agnès Patron | France   |

### Programmation ACID
| Titre                                                    | Réalisation                                     | Pays                   |
| -------------------------------------------------------- | ----------------------------------------------- | ---------------------- |
| L'Aventura                                               | Sophie Letourneur                               | France                 |
| La Couleuvre noire                                       | Aurélien Vernhes-Lermusiaux                     | France Colombie Brésil |
| Drunken Noodles (en compétition pour la Queer Palm)      | Lucio Castro                                    | États-Unis Argentine   |
| Entroncamento                                            | Pedro Cabeleira                                 | Portugal France        |
| Laurent dans le vent (en compétition pour la Queer Palm) | Léo Couture, Mattéo Eustachon, Anton Balekdjian | France                 |
| A Light That Never Goes Out                              | Lauri-Matti Parppei                             | Finlande Norvège       |
| Nuit obscure - "Ain't I a child?"                        | Sylvain George                                  | France Suisse Portugal |
| Put Your Soul on Your Hand and Walk                      | Sepideh Farsi                                   | Palestine Iran France  |
| La Vie après Siham                                       | Namir Abdel Messeeh                             | France Égypte          |

## Palmarès

### Palmarès officiel
| Prix                            | Attribué à                                    | Pays       |
| ------------------------------- | --------------------------------------------- | ---------- |
| Palme d'or                      | Un simple accident de Jafar Panahi            | Iran       |
| Grand prix                      | Valeur sentimentale de Joachim Trier          | Norvège    |
| Prix de la mise en scène        | Kleber Mendonça Filho pour L'Agent secret     | Brésil     |
| Prix d'interprétation masculine | Wagner Moura dans L'Agent secret              | Brésil     |
| Prix d'interprétation féminine  | Nadia Melliti dans La Petite Dernière         | France     |
| Prix du scénario                | Jean-Pierre et Luc Dardenne pour Jeunes Mères | Belgique   |
| Prix du jury (ex-æquo)          | Sirat d'Óliver Laxe                           | Espagne    |
| Prix du jury (ex-æquo)          | In die Sonne schauen de Mascha Schilinski     | Allemagne  |
| Prix spécial                    | Résurrection de Bi Gan                        | Chine      |
| Palme d'or du court métrage     | I'm Glad You're Dead Now de Tawfeek Barhom    | Palestine  |
| Palme d'honneur                 | Robert de Niro                                | États-Unis |
| Palme d'honneur                 | Denzel Washington                             | États-Unis |

#### Caméra d'or
| Prix                               | Attribué à                                   | Pays                |
| ---------------------------------- | -------------------------------------------- | ------------------- |
| Caméra d'or                        | The President's Cake de Hasan Hadi           | Irak Qatar          |
| Mention spéciale de la Caméra d'or | My Father's Shadow (en) de Akinola Davies Jr | Nigeria Royaume-Uni |

#### Un certain regard
| Prix                   | Attribué à                                                                                 | Pays        |
| ---------------------- | ------------------------------------------------------------------------------------------ | ----------- |
| Prix Un certain regard | Le Mystérieux Regard du flamant rose (La misteriosa mirada del flamenco) de Diego Céspedes | Chili       |
| Prix du jury           | Un poète (Un poeta) de Simón Mesa Soto                                                     | Colombie    |
| Meilleure réalisation  | Arab et Tarzan Nasser pour Once Upon a Time in Gaza                                        | Palestine   |
| Meilleur acteur        | Frank Dillane dans Urchin                                                                  | Royaume-Uni |
| Meilleure actrice      | Cleo Diára dans Le Rire et le Couteau (O riso e a faca)                                    | Portugal    |
| Meilleur scénario      | Pillion de Harry Lighton                                                                   | Royaume-Uni |

### Quinzaine des cinéastes
| Prix                 | Attribué à                            | Pays            |
| -------------------- | ------------------------------------- | --------------- |
| Label Europa Cinemas | La Danse des renards de Valéry Carnoy | Belgique France |
| Prix SACD            | La Danse des renards de Valéry Carnoy | France          |
| Prix du public       | The President's Cake de Hasan Hadi    | Irak Qatar      |
| Carrosse d'or        | Todd Haynes                           | États-Unis      |

### Semaine de la critique
| Prix                                        | Attribué à                                                             | Pays             |
| ------------------------------------------- | ---------------------------------------------------------------------- | ---------------- |
| Grand prix de la Semaine de la critique     | Fantôme utile (Pee Chai Dai Ka) de Ratchapoom Boonbunchachoke          | Thaïlande France |
| Prix French Touch du Jury                   | Imago de Déni Oumar Pitsaev                                            | France Belgique  |
| Prix Louis Roederer de la révélation        | Théodore Pellerin dans Nino de Pauline Loquès                          | France           |
| Prix SACD                                   | Guillermo Galoe et Victor Alonso-Berbel pour Ciudad sin sueño          | Espagne          |
| Aide Fondation Gan pour la diffusion        | Le Pacte, distributeur français de Left-Handed Girl de Shih-ching Tsou | France           |
| Prix Découverte Leitz Cine du court métrage | L'mina de Randa Maroufi                                                | Maroc            |
| Prix Canal+ du court métrage                | Erogenesis de Xandra Popescu                                           | Allemagne        |

### Autres prix
| Prix                             | Prix                                                        | Attribué à                                                                               | Pays                                                 |
| -------------------------------- | ----------------------------------------------------------- | ---------------------------------------------------------------------------------------- | ---------------------------------------------------- |
| Prix FIPRESCI                    | Compétition                                                 | L'Agent secret de Kleber Mendonça Filho                                                  | Brésil                                               |
| Prix FIPRESCI                    | Un certain regard                                           | Urchin d'Harris Dickinson                                                                | Royaume-Uni                                          |
| Prix FIPRESCI                    | Semaine de la critique - Séances spéciales                  | Planètes de Momoko Seto                                                                  | France Belgique                                      |
| Prix du jury œcuménique          | Prix du jury œcuménique                                     | Jeunes Mères de Jean-Pierre et Luc Dardenne                                              | Belgique                                             |
| L'Œil d'or                       | L'Œil d'or                                                  | Imago de Déni Oumar Pitsaev                                                              | France Belgique                                      |
| L'Œil d'or                       | Prix spécial du jury pour le 10e anniversaire de L'Œil d’or | The Six Billion Dollar Man d'Eugene Jarecki                                              | États-Unis                                           |
| Prix François-Chalais            | Prix François-Chalais                                       | Deux Procureurs de Sergueï Loznitsa                                                      | France Allemagne Roumanie Lettonie Pays-Bas Lituanie |
| Queer Palm                       | Queer Palm                                                  | La Petite Dernière d'Hafsia Herzi                                                        | France Allemagne                                     |
| Queer Palm                       | Queer Palm du court-métrage                                 | Bleat ! d'Ananth Subramania                                                              | Malaisie Philippines France                          |
| Prix de l'AFCAE                  | Prix de l'AFCAE                                             | L'Agent secret de Kleber Mendonça Filho                                                  | Brésil                                               |
| Prix de l'AFCAE                  | Mention spéciale                                            | Sirat de Óliver Laxe                                                                     | Espagne                                              |
| Cannes Soundtrack Award          | Disque d'or                                                 | Kangding Ray pour Sirat                                                                  | Espagne                                              |
| Prix de la Citoyenneté           | Prix de la Citoyenneté                                      | Un simple accident de Jafar Panahi                                                       | Iran                                                 |
| Prix du Cinéma positif           | Prix du Cinéma positif                                      | Jeunes Mères de Jean-Pierre et Luc Dardenne                                              | Belgique                                             |
| Prix Ecoprod                     |                                                             | Jeunes Mères de Jean-Pierre et Luc Dardenne                                              | Belgique                                             |
| Prix CST de l'artiste technicien | Prix CST de l'artiste technicien                            | Ruben Impens, directeur de la photographie, et Stéphane Thiébaut, mixeur son, pour Alpha | France Belgique                                      |
| Palme Dog                        | Palme Dog                                                   | Panda dans Ástin sem eftir er                                                            | Islande Danemark Suède France                        |
| Palme Dog                        | Grand Prix du jury                                          | Pipa et Lupita dans Sirat                                                                | Espagne France                                       |
| Prix Pierre-Angénieux            | Prix Pierre-Angénieux                                       | Dion Beebe                                                                               | Australie                                            |
| Trophée Chopard                  | Révélation féminine                                         | Marie Colomb                                                                             | France                                               |
| Trophée Chopard                  | Révélation masculine                                        | Finn Bennett                                                                             | Royaume-Uni                                          |